# Old Man Gloom
Old Man Gloom es una banda de metal extremo originaria de Santa Fe, Nuevo México quienes actualmente residen en Massachusetts. Fue creada por Aaron Turner, vocalista y guitarrista de la banda Isis y Santos Montano, con la idea de hacer una especie de "supergrupo" dentro de la escena hardcore y metalcore de Boston.

## Biografía

### Primeros cuatro álbumes (1999–2004)
En el año 2001, pasado un año de haber lanzado su primer álbum Meditations in B, la banda lanzó simultáneamente Seminar II y Seminar III. Para estos trabajos se les unió Luke Scarola desempeñando las partes electrónicas. En el álbum Seminar II, Stephen Brodsky de la banda Cave In se encargó de escribir la letra para una canción y Jay Randall de Agoraphobic Nosebleed contribuyó con las partes electrónicas. El 24 de agosto del 2004 la banda lanzó el álbum Christmas.

### Años inactivos (2004–2011)
Poco después del lanzamiento de Christmas, la actividad de la banda fue decayendo significativamente. Los integrantes insistieron en el hecho de que no se habían separado ni entrado en una pausa indefinida durante ese lapso, sino que simplemente durante esos años habían tenido ocupadas sus agendas, siendo difícil coincidir en tiempos para dedicarse a escribir o grabar un nuevo material.
Isis, la banda principal de Aaron Turner lanzó tres álbumes de estudio durante este tiempo: Panopticon (2004), In the Absence of Truth (2007) y Wavering Radiant (2009), para después separarse en el año 2010. Durante ese lapso, Turner continuó trabajando y colaborando en otros proyectos, incluyendos las bandas Greymachine, House of Low Culture, Jodis, Lotus Eaters, Mamiffer, Ringfinger y Twilight. Converge, la banda principal de Nate Newton también lanzó tres álbumes más: You Fail Me (2004), No Heroes (2006) y Axe to Fall (2009), además de fundar la banda Doomriders y realizar un reencuentro en el año 2011 con Jesuit, su anterior banda. Cave In, la banda principal de Caleb Scofield lanzó el álbum Perfect Pitch Black en el año 2005, antes de entrar en una pausa indefinida un año después, para volver a reunirse en el año 2009 y lanzar el álbum White Silence en el 2011. Scofield, quien nunca había sido el principal compositor en sus demás proyectos, formó en el año 2006 la banda Zozobra — cuyo nombre fue inspirado por el álbum de Old Man Gloom Seminar III: Zozobra — después de haber entrado Cave In en su respectivo hiato. Santos Montano se unió brevemente a este proyecto en sus inicios para formar junto con Stephen Brodsky una nueva banda llamada New Idea Society de corta duración.

### Regreso,No,The Ape of GodyThe Ape of God(2012–2017)
Old Man Gloom rompieron abruptamente su pausa de ocho años anunciando  que reanudarían las giras y lanzarían un álbum titulado No en el año 2012. Tal anuncio atrajo muy poca atención por lo que el álbum tuvo una promoción muy escasa. El anuncio fue realizado el 1 de mayo de ese mismo año en la página ofician de Facebook de la banda, indicando que No sería lanzado de forma masiva el 26 de junio bajo el sello Hydra Head Records, dando también la opción de adquirirlo antes durante las subsecuentes giras directamente en los lugares donde la banda se estuviese presentando, las cuales iniciaron oficialmente el 2 de mayo de 2012. La banda y la discográfica intentaron mantener ocultos los detalles del álbum antes de los anuncios oficiales, pero en el año 2011, pero gracias a un huevo de Pascua en una revista filtró información de que la banda pretendía lanzar un nuevo álbum en el año 2012, haciendo que el productor Kurt Ballou tuiteara detalles del trabajo, para posteriormente retractarse y anunciar que se trataba de una broma por motivo del día de tontos del mes de abril.
El 11 de noviembre del año 2014, Old Man Gloom anunció el lanzamiento de su siguiente álbum titulado The Ape of God a través del sello Profound Lore Records además de un documental no oficial dirigido por Kenneth Thomas donde se muestra la historia de la banda titulado Here is a Gift for You. La banda promocionó su álbum con transmisiones en línea de las canciones "Predators" y "The Lash" antes del lanzamiento oficial. Durante algunos meses The Ape of God fue comercializado y promocionado como un solo álbum, pero el fin de semana antes de la fecha de lanzamiento oficial, Old Man Gloom anunció que en realidad estaban lanzando dos trabajos diferentes utilizando el mismo nombre, cuya segunda versión del álbum fue enviado a la prensa para que fuera revisado y calificado, resultando, gracias a una filtración, que se había tratado de un álbum falso que contenía las mismas canciones, recortadas y en diferente orden . El primer álbum, The Ape of God (PFL145) contó con 8 canciones siguiendo la misma línea compositiva de sus anteriores trabajos, y el segundo The Ape of God (PFL145.5) contó con 4 canciones de larga duración con un sonido más atmosférico y experimental, muy diferente a su estilo distintivo pero muy cercano a lo anteriormente realizado en Seminar II and Seminar III. 
El 7 de abril de 2015 fue lanzada una versión remasterizada de Meditations in B a través de la discográfica Hydra Head Records. A principios del año 2016, la banda lanzó su primer álbum en vivo (grabado el 3 de abril del 2014 durante una presentación en Londres) bajo el sello Ektro Records.

### Muerte de Caleb Scofield (2018)
El 28 de marzo del año 2018, Caleb Scofield murió a la edad de 39 años en un accidente automovilístico en New Hampshire, después de que su vehículo se impactara con una barrera de concreto al ir conduciendo a alta velocidad. Montano, Turner y Newton accedieron a continuar la trayectoria de Old Man Gloom en honor a Scofield y su muerte.
Para ocupar su lugar, la banda contacto a un amigo cercano y compañero de la banda Cave In de Scofield, Stephen Brodsky, para tocar en las presentaciones subsecuentes de la banda donde se incluiría un show tributo al fallecido bajista el 13 de junio de 2018 en Boston.
Antes del fallecimiento de Scofield, la banda planeaba grabar un nuevo álbum ese mismo año. Sin saberlo Scofield y Newton, Montano y Turner tenían la intención de grabar un segundo álbum nuevo como dúo (una especie de "secuela" de Meditations in B) y lanzarlo el mismo día. Respecto a estos 'planes secretos', Mantano comentó: "Así es, estábamos a punto de "trollearnos a nosotros mismos, o mejor dicho, a la mitad de nosotros. Pensamos que era la única forma de realmente jugar una buena broma a nuestros compañeros y al público en general." In December 2018, Old Man Gloom began working on a new studio álbum with Brodsky, who was also reported as becoming an official member of the band.

## Integrantes

### Actuales
- Santos Montano – batería (1999–presente)
- Aaron Turner (Isis, Mamiffer, Sumac) – guitarra, voz (1999–presente)
- Nate Newton (Converge, Doomriders) – guitarra, voz (2000–presente)
- Stephen Brodsky (Cave In, Mutoid Man) – bajo, voz (2018–presente)[13][14]

### Anteriores
- Caleb Scofield (RIP 1976-2018)(Cave In, Zozobra) – bajo, voz (2000–2018)
- Luke Scarola – efectos electrónicos (2001–2004)

## Discografía

### Álbumes de estudios
- Meditations in B (1999, Tortuga)
- Seminar II: The Holy Rites of Primitivism Regressionism (2001, Tortuga)
- Seminar III: Zozobra (2001, Tortuga)
- Christmas (2004, Tortuga)
- No (2012, Hydra Head)
- The Ape of God (2014, Profound Lore)
- The Ape of God (2014, Profound Lore)
- Seminar IX: Darkness of Being (2020, Profound Lore)
- Seminar VIII: Light of Meaning (2020, Profound Lore)

### EP
- Christmas Eve I and II + 6 (2003, Tortuga)

### Álbumes en vivo
- Mickey Rookey Live at London (2016, Ektro)[16]

### Videos musicales
- "The Lash" (2015)[17]